# John Elphinstone Erskine
Pour les articles homonymes, voir Erskine.
John Elphinstone Erskine, né le 13 juillet 1806 à Cardross et mort le 23 juin 1887 à Londres, est un navigateur et homme politique britannique.

## Biographie
Entré dans la Navy en 1819, il devient commandant en 1829 et voyage en Jamaïque et en Méditerranée. Promu capitaine en 1839, il sert dans les mers des Indes et d'Australie. En 1849, il effectue le tour des Samoa et des Tonga et en 1853, explore les Fidji, les Nouvelles-Hébrides et les Salomons.
Rear-admiral (1857), il sert dans la Manche. Vice-amiral (1864), il s'investit en politique et, antiesclavagiste, il rejoint la Aborigines’ Protection Society (Société de protection des Aborigènes). Il est élu en 1865 à la Chambre des communes du Royaume-Uni (1865-1874). En 1872, il devient le leader parlementaire des Aborigènes. Il travaille aussi cette année-là sur la loi de protection des îles du Pacifique.

## Publications
- A Short Account of the Late Discoveries of Gold in Australia, 1851
- Journal of a Cruisse Among the Islands of the Western Pacific..., 1853

## Hommage
- Jules Verne le mentionne dans son roman L'Île à hélice (partie 2, chapitre VIII)[3].